# Presbytis siamensis
Presbytis siamensis är en primat i släktet bladapor som förekommer i Sydostasien. Den listades fram till 1980-talet som underart till Presbytis femoralis och godkänns nu oftast som självständig art. Det svenska trivialnamnet Siambladapa förekommer för arten.

## Utseende
Denna bladapa når en kroppslängd (huvud och bål) av 41 till 69 cm och en svanslängd av 58 till 85 cm. Vikten varierar mellan 5 och 6,7 kg. Pälsen på ryggen, på huvudets topp, på armarna och på stora delar av de bakre extremiteterna är brungrå. Däremot är halsen, buken och lårens baksida ljusgrå till vit. Huden i ansiktet är nästan naken och svartbrun förutom rosa ringar kring ögonen. Några individer har en eller två tofsar på huvudet.

## Utbredning och habitat
Presbytis siamensis förekommer på södra Malackahalvön, på centrala Sumatra och på några mindre öar i regionen. Habitatet utgörs bland annat av träskmarker samt av fuktiga och mera torra skogar. Arten uppsöker även trädgårdar.

## Ekologi
Denna primat är aktiva på dagen och vistas vanligen i växtligheten. Ibland kommer den ner till marken. Den äter blad, frukter, frön och blommor.
Det sociala beteende borde vara lika som hos andra bladapor. Det finns troligen haremsflockar med en dominant hanne samt ungkarlsflockar och några ensamma hannar. Antagligen föder honan bara ett ungdjur per kull.

## Hot och status
Presbytis siamensis hotas av skogsavverkningar och ibland dödas någon individ för köttets skull. IUCN listar arten som nära hotad (NT).